# Dausa
Dausa est une ville indienne située dans le district de Dausa dans l'État du Rajasthan. En 2001, sa population était de 61 589 habitants.

## Source de la traduction
- (it) Cet article est partiellement ou en totalité issu de l’article de Wikipédia en italien intitulé « Dausa » (voir la liste des auteurs).